# Toufik Yaiia
Toufik Yaiia (* 10. Januar 1983) ist ein ehemaliger französischer Fußballspieler.

## Karriere
Yaiia rückte 2002 als 19-Jähriger in den Profikader des Zweitligisten Clermont Foot auf. Für diesen kam er zu seinem Profidebüt, als er am 12. April 2003 bei 0:1 gegen den FC Toulouse in der 87. Minute eingewechselt wurde. Am Ende der Saison wurde sein Vertrag nicht verlängert. Über die weitere Laufbahn ist nichts bekannt.